# Savignano sul Panaro
Savignano sul Panaro é uma comuna italiana da região da Emília-Romanha, província de Modena, com cerca de 8.307 habitantes. Estende-se por uma área de 25 km², tendo uma densidade populacional de 332 hab/km². Faz fronteira com Bazzano (BO), Castello di Serravalle (BO), Guiglia, Marano sul Panaro, Monteveglio (BO), San Cesario sul Panaro, Spilamberto, Vignola.

## Demografia
| Variação demográfica do município entre 1861 e 2011                               |
|                                                                                   |
| Fonte: Istituto Nazionale di Statistica (ISTAT) - Elaboração gráfica da Wikipedia |